# Masdevallia vargasii
Masdevallia vargasii är en orkidéart som beskrevs av Charles Schweinfurth. Masdevallia vargasii ingår i släktet Masdevallia och familjen orkidéer. Inga underarter finns listade i Catalogue of Life.

## Bildgalleri

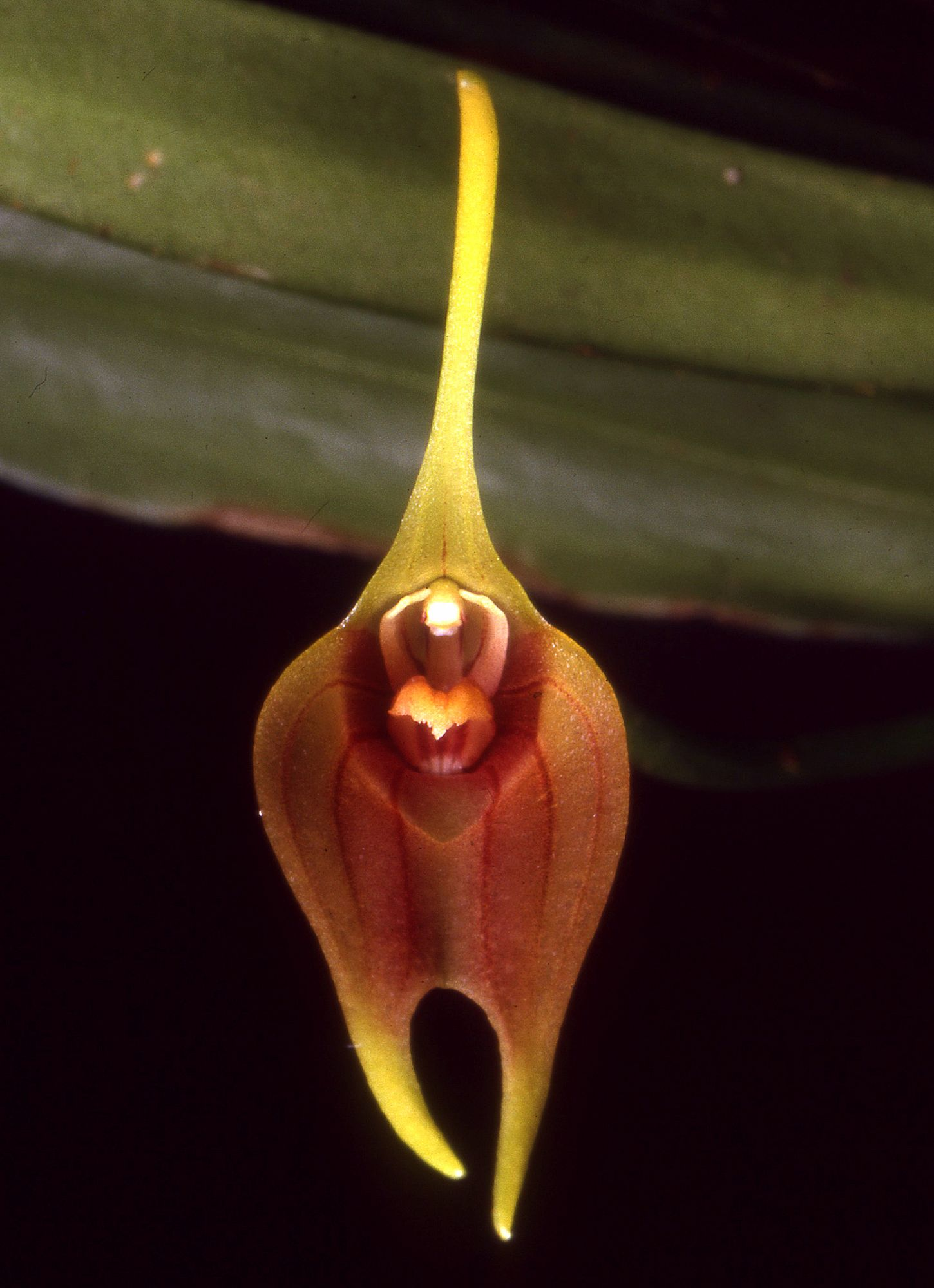